# Bruce Wayne (Universo extendido de DC)
Bruce Wayne, también conocido por su alias de justiciero Batman, es un personaje ficticio del Universo Extendido de DC basado en el personaje del mismo nombre. El personaje fue interpretado por Ben Affleck en la película de superhéroes Batman v Superman: Dawn of Justice de Zack Snyder de 2016, su continuación Liga de la Justicia (así como la versión del director de 2021) y una aparición especial en Suicide Squad de 2016. Repetirá el papel en la próxima película, The Flash (2023). Los fanáticos apodaron esta iteración del personaje "Batfleck", un acrónimo de "Batman" y "Affleck". En el universo de las películas, Bruce ya había estado activo como Batman durante veinte años antes de la aparición de Superman, y a pesar de estar inicialmente en desacuerdo con él hasta el punto de la paranoia y la ira, Batman llega a apreciar al primero, comenzando la Liga de la Justicia en su honor después del sacrificio de Superman para detener Doomsday.
El DCEU marca la quinta vez que Batman fue retratado en una película, pero el primero en compartir una serie de películas con otros superhéroes de DC como Superman y Wonder Woman. Aunque el anuncio del casting de Affleck en Batman v Superman se encontró inicialmente con una intensa reacción de los fanáticos, su actuación finalmente se encontró con una recepción positiva en una película que de otro modo sería divisiva. Más tarde, Affleck fue contratado para escribir, dirigir y protagonizar su propia película independiente de Batman titulada The Batman antes de renunciar a ambos roles.

## Desarrollo y casting
Batman v Superman: Dawn of Justice fue la segunda película de Affleck como superhéroe de cómics; interpretó a Daredevil en la película de 2003 del mismo nombre, y al principio se mostró reacio a aceptar interpretar a Batman, citando que "sentía que no encajaba en el molde tradicional. Pero una vez que Zack [Snyder] le mostró el concepto, y que sería a la vez diferente de las grandes películas que hicieron Chris [topher Nolan] y Christian [Bale], pero aún así, de acuerdo con la tradición, [él] estaba emocionado". Affleck declaró previamente en 2006 que Daredevil lo había "inoculado para que no interpretara a otro superhéroe". Snyder eligió a un Batman más viejo para que fuera una yuxtaposición en capas contra un Superman más joven; mientras "lleva las cicatrices de un luchador contra el crimen experimentado, pero conserva el encanto que el mundo ve en el multimillonario Bruce Wayne". Nolan participó en el casting de Affleck y fue el primer actor al que se acercó Snyder para el papel. El director también había hablado del papel con Josh Brolin, incluso ofreciéndole el papel antes de elegir a Affleck, aunque Brolin rechazó el papel debido a diferencias creativas. Inicialmente se afirmó que Bale quería volver a interpretar a Batman después de The Dark Knight Rises, aunque afirmó que su Batman no pertenece a ninguna otra película y que Warner Bros. nunca se le acercó para volver a interpretar el papel. Bale finalmente decidió no volver a interpretar el papel por respeto a la dirección creativa de Christopher Nolan y al hecho de que la trilogía del Caballero Oscuro proporcionó un arco completo para el personaje. Otros actores considerados para interpretar el papel incluyeron a Jeffrey Dean Morgan, quien sería elegido como Thomas Wayne para la película, Jon Hamm y Scott Adkins.
Después de la Liga de la Justicia, Affleck se alejó del papel y el actor inglés Robert Pattinson fue elegido para reemplazarlo en The Batman, superando a otros actores como Nicholas Hoult, Aaron Taylor-Johnson y Armie Hammer, quien anteriormente fue elegido como Batman en una película cancelada llamada Liga de la Justicia: Mortal dirigida por George Miller. Affleck dejó el papel debido a la fatiga y una gran cantidad de eventos en su vida personal, aunque también se alegó que se debió a la salida de Snyder del DCEU y las subsecuentes diferencias creativas con otros directores y escritores. Con el regreso de Snyder a la franquicia con el anuncio de la Liga de la Justicia de Zack Snyder, una versión del director de la película anterior, los rumores sobre el regreso de Affleck al DCEU surgieron antes de la confirmación de su regreso en The Flash, aunque Pattinson continuará protagonizando The Batman, que se confirmó como una película independiente y no forma parte de la línea de tiempo principal del DCEU. Cualquier proyecto futuro relacionado con Batman en el DCEU del que Affleck participe probablemente serviría para crear un multiverso dentro de la franquicia.

### Detrás de cámaras
Según la edición de septiembre de 2015 de Empire Magazine, que promocionó Batman v Superman, Ben Affleck eligió usar una peluca que coincidiera con el pico de viuda de Bruce Wayne como se muestra comúnmente en los cómics, una decisión que inicialmente fue recibida con escepticismo por la productora Deborah Snyder. Affleck también aumentó hasta 231 libras con 7.7 por ciento de grasa corporal para el papel antes de "volver a marcar" a 225 para retratar a Batman como una figura físicamente imponente, ya que su entrenador personal Walter Norton Jr. quería que el personaje se viera como un "luchador de peso pesado de artes marciales mixtas" que había entrenado diariamente durante los últimos 20 años. En contraste, Affleck pesaba solo 198 libras para su papel en The Town.

## Caracterización
Se ha observado que la versión del DCEU de Batman es más inquietante y hastiada que las iteraciones cinematográficas anteriores del personaje, y ScreenRant calificó esta iteración como "la más enojada que habíamos visto" en 2019, y fue influenciada por The Dark Knight Returns de Frank Miller, que muestra a Batman en sus 50 años. Es notablemente mayor que Clark Kent cuando lo conoció por primera vez en Batman v Superman y ha sido testigo no solo de los asesinatos de sus padres a una edad temprana, sino también del de su protegido Dick Grayson, quien sirvió como Robin hasta su captura y muerte en el manos del Joker. Affleck dijo que este Batman "es un poco mayor, está un poco más cansado del mundo. Ha dado la vuelta a la cuadra una o dos veces, así que es un poco más sabio, pero definitivamente es más cínico y un poco más oscuro y más cansado", y agregó que Batman se ha vuelto "más expuesto a la violencia y al elemento criminal de ese mundo a lo largo del tiempo". Sin embargo, al igual que las versiones anteriores del personaje, incluidas las representaciones de Michael Keaton y Christian Bale, Batman de Affleck también se ha convertido en el director ejecutivo de Empresas Wayne y asumió la protección de Gotham City de una amplia variedad de criminales, que van desde Floyd Lawton, Killer Croc y Digger Harkness, hasta el Joker y Harley Quinn. El Batman de Affleck comparte una similitud con el de Bale en el sentido de que ambos cayeron en un pozo y fueron plagados de murciélagos, desarrollando una fobia a las criaturas que luego incorpora a su personaje de Batman.
Bruce es serio, calculador y táctico, y es conocido por su dedicación y determinación como luchador contra el crimen. Posee un intelecto a nivel de genio y un acondicionamiento físico máximo. Es valiente, audaz y está dispuesto a arriesgar su propia vida por el bien de los demás, como se demuestra en la Liga de la justicia. A pesar de ser descrito como cariñoso y desinteresado, a menudo es despiadado y violento en su guerra contra el crimen, incorporando tácticas de intimidación en su personalidad y estilo de lucha, y sus demonios internos a veces abruman su mejor juicio. A diferencia de otras interpretaciones del personaje, esta versión está dispuesta a matar a sus adversarios, como se ve en Batman v. Superman, cuando despacha a varios de los secuaces de Lex Luthor e incluso intenta matar a Superman. Sin embargo, después de ver el altruismo y la humanidad de Superman, Batman siente remordimiento por sus acciones y se afilia a Superman, llegando incluso a salvar a Martha Kent de los secuaces de Luthor.
La caracterización de Bruce en la versión teatral de La Liga de la Justicia es notablemente diferente de la versión del director, ya que la versión de Joss Whedon repentinamente hizo a Batman sarcástico, torpe e indeciso, mientras que la versión de Snyder explica cómo el sacrificio de Superman restauró su fe en la humanidad y le dio una nueva determinación, yendo tan lejos como para dejar atrás el aislamiento que lo ha definido a favor de asumir un papel de liderazgo entre los miembros "tremendamente diferentes" de la Liga de la Justicia. Snyder señala que en su visión original del arco del personaje, Batman comenzaría un período de redención a partir de la Liga de la Justicia, lo que resultaría en su sacrificio en futuras secuelas.
En un análisis del infame "¡¿Por qué dijiste ese nombre?!" Después de escuchar a Superman pronunciar el nombre "Martha" en Batman v Superman, el dibujante de cómics Jay Oliva señala que la escena muestra a Bruce Wayne teniendo un episodio de trastorno de estrés postraumático, mientras sufre flashbacks de la noche en que sus padres fueron asesinados al ser desencadenado por el nombre.

### Voz y equipamientos
Al igual que las versiones anteriores de Batman, el Batman del DCEU utiliza una voz diferente a la del Bruce Wayne desenmascarado, pero en lugar de alterar manualmente su voz, confía en un modulador de voz para alterarla digitalmente. Affleck señala que es probable que se reconozca la voz de un multimillonario de fama mundial como Bruce Wayne. Zack Snyder también decidió darle a Batman un Batitraje de tela con la excepción de su exoesqueleto motorizado en Batman v Superman, y comentó: "Tenía una idea muy fuerte sobre lo que quería hacer, realmente quería hacer una especie de Batman basado en tela, no lo que se ha convertido en el Batman blindado más normal. Así es como lo evolucionamos".

### Temas
En Batman v Superman, Richard Brody de The New Yorker nota una alegoría de la política estadounidense; Superman, según Brody, representa al Partido Republicano, mientras que Batman representa al Partido Demócrata. Brody siente que esta noción está respaldada por el hecho de que los ojos de Batman brillan en azul cuando usa el exoesqueleto y el brillo rojo de Superman cuando usa su visión de calor. Brody señala:

La distinción clásica entre la derecha y la izquierda es que la derecha representa la fuerza desinhibida del poder natural, mientras que la izquierda representa un freno al poder natural en nombre de una idea. Batman encarna ese control y, como él mismo no está a la altura de un mano a mano con Superman, necesita aliados... Superman puede ser capaz de matar a Batman a voluntad, pero Batman, para combatir a Superman de manera efectiva, tiene que tener ayuda.Tiene que hacer una alianza, incluso involuntaria, con otras fuerzas que, en el caso, resultan ser las fuerzas del mal, al mando de Lex Luthor.

Sin embargo, Kofi Outlaw de ComicBook.com interpretó la alegoría al revés: que Batman representa "la reacción del halcón de derecha al 11 de septiembre... un Estados Unidos que prefiere la seguridad a las libertades civiles; la mentalidad de la era Bush de detener las amenazas proactivamente antes de que puedan amenazar cerca de casa". También compara el evento "Black Zero" retratado en El hombre de acero - en el que el general Zod ataca a Metrópolis, matando a cientos de personas - con el 11 de septiembre. Mientras tanto, Superman, escribe Outlaw, representa "el ideal estadounidense más izquierdista y liberal", mientras que Lex Luthor representa "oportunistas insidiosos que explotaron (y aún explotan) la confusión de un mundo desgarrado por la guerra después del 11 de septiembre para beneficio personal". Outlaw sugiere que la escena en la que Batman y Superman encuentran puntos en común en sus madres es paralela a la noción de que las ideologías políticas en conflicto todavía tienen similitudes.
Richard Newby de The Hollywood Reporter agrega que la escena de Martha "es la oportunidad de Bruce para reconectarse con su propia humanidad y la humanidad de Superman. Batman no termina la pelea porque sus madres tengan el mismo nombre, sino porque reconoce a Superman como alguien con una madre y, por lo tanto, un ser humano, a pesar de sus orígenes alienígenas. La batalla contra Superman es, en última instancia, la comprensión de Bruce de que puede ser mejor y volver a conectarse con la humanidad. No es una redención ni un cambio total, ya que mata mercenarios en el almacén. en la siguiente escena, pero es un comienzo".
Además, Ben Affleck dijo que le gustó "la idea de mostrar responsabilidad y las consecuencias de la violencia y ver que hay personas reales en esos edificios", con la escena de Bruce Wayne en la batalla de Metrópolis.
Mientras se ve a Bruce reuniendo el equipo del mismo nombre en La Liga de la Justicia de Zack Snyder, Snyder describe el arco de Batman como uno de redención y haciendo lo correcto, con Bruce también sintiéndose fuera de lugar, siendo "solo un chico" entre los demás con poderes divinos. No obstante, Snyder dice que su "trabajo de unir [a la Liga de la Justicia]" es "también uno de los trabajos más importantes porque no habría Liga de la Justicia sin Bruce".

## Biografía ficticia del personaje

### Asesinato de sus padres e impacto
Wayne nació en Gotham City el 19 de febrero de 1972 siendo hijo de Martha y Thomas Wayne, pertenecientes a la pseudoaristocracia de la ciudad. En 1981, después de ver Excalibur con sus padres, un asaltante sostiene a sus padres a punta de pistola y los mata a tiros después de una pelea frente a Bruce.
Durante el funeral, Wayne sale corriendo, solo para caer en un pozo seco y ser atacado por un enjambre de murciélagos. Esto más tarde lo inspiraría a usar ese miedo para luchar contra el elemento criminal que se llevó la vida de sus padres. Años más tarde, Wayne se convierte en el director ejecutivo de la empresa de su padre, Empresas Wayne, y al mismo tiempo se convierte en Batman, defendiendo la ciudad de Gotham del peligro.

### Primeros años como Batman
En algún momento, Wayne reclutó a Robin, quien luego fue asesinado por Joker y Harley Quinn, y Wayne luego se quedó con su traje destrozado para conmemorarlo.
Batman se enreda con Deadshot. Mientras obtiene lo mejor de Deadshot, este último saca su rifle y se prepara para matar a Batman, pero su hija Zoe se interpone y persuade a su padre para que se rinda. 1 año después, Batman persigue a Joker y Quinn, lo que resulta en la captura y encarcelamiento de Quinn.

### Contra Superman
En 2013, Wayne estaba en Metrópolis durante el evento Black Zero que resultó en la destrucción de varios rascacielos, incluida la Wayne Financial Tower, mientras los kryptonianos se arrojaban por la ciudad. Enfurecido por la aparente falta de preocupación de Superman por los transeúntes inocentes, Wayne dedica su vida a derribar a Superman, considerándolo una amenaza para la humanidad. En 2015, en una gala celebrada por Lex Luthor, Wayne se encuentra con Clark Kent (la identidad secreta de Superman), un joven reportero que intenta cuestionar la posición del multimillonario sobre Batman, a quien ve como un criminal brutal.
Wayne responde burlonamente que Superman es peligroso, pero los hipócritas lo defienden e intentan ignorarlo después de notar a la misteriosa Diana Prince. Mientras coloca un dispositivo para robar y descifrar información de los servidores de Luthor, Prince se da cuenta y roba el dispositivo antes de que Wayne pueda volver a él, aunque ella se lo devuelve en una gala del museo después de que él la rastrea, ya que ella no puede. omita el cifrado de grado militar en el dispositivo. Wayne regresa a casa y se queda dormido descifrando el disco. Al despertar de un sueño de pesadilla, se encuentra con Flash, quien le dice que Lois Lane "es la clave" y que "encuentre a los demás" antes de desaparecer. Al mirar los archivos de Luthor, descubre que Luthor no solo estaba detrás de la kriptonita, sino que también estaba investigando metahumanos en todo el mundo, uno de los cuales incluye a Prince, también conocida como Wonder Woman.
Mientras intenta interceptar a los hombres de Luthor durante un envío de kriptonita, Batman es detenido por el propio Superman, quien le advierte mientras Batman expresa su deseo de acabar con él. Después de ver la explosión en el Capitolio de los Estados Unidos durante el juicio público televisado de Superman, Bruce se convence cada vez más de acabar con el Hombre de Acero. Él roba con éxito la kriptonita en su segundo intento y se prepara sin descanso para luchar contra Superman. Luthor finalmente chantajea a Superman para que luche contra Batman, finalmente enfrentándolos entre sí en combate. Aunque Superman se ha dado cuenta de la situación e intenta disuadir a Batman, este último está listo para pelear, sometiendo a Superman con dos granadas de humo de kriptonita después de una larga lucha. Mientras Batman se prepara para matar con la lanza, Superman le suplica que "salve a Martha", lo que hace que Batman se detenga en confusión. Cuando Lane interviene y explica que Superman se refería a su propia madre, Batman cede y se propone rescatar a Martha Kent, matando al mafioso Anatoli Knyazev en el proceso, mientras que Superman recupera su fuerza y se enfrenta a Luthor. Luthor ejecuta su plan de respaldo, desatando un monstruo diseñado genéticamente a partir del ADN tanto del cuerpo de Zod como del suyo.
Habiendo oído hablar del caos, Wonder Woman llega con su armadura con sus poderes metahumanos en exhibición, uniendo fuerzas con Batman y Superman contra la criatura. Desafortunadamente, mientras el monstruo está mortalmente herido, un Doomsday moribundo enfurecido logra perforar el pecho de Superman con su enorme protuberancia del brazo, hiriéndolo mortalmente también. Batman y Wonder Woman recuperan rápidamente el cuerpo sin vida de Superman, segundos antes de la llegada de una Lane devastada. Batman se enfrenta a Luthor en prisión, advirtiéndole que siempre lo estará vigilando. Wayne y Prince asisten al funeral de Kent, y Bruce luego le entrega a Diana una fotografía de ella de 1918.

### Formando la Liga de la Justicia

#### Versión de cines
En 2017, Wayne y Prince siguen sus planes de localizar más metahumanos tras la muerte de Superman. Ha surgido una amenaza global con la aparición del demonio Steppenwolf, que ha enviado sus Parademons a plagar Gotham. Wayne logra persuadir fácilmente a Barry Allen, también conocido como "Flash", para que se una, pero se enfrenta a dificultades para reclutar a Arthur Curry, también conocido como "Aquaman", hasta que Steppenwolf ataca la casa de Curry en Atlantis.
Wayne y Allen se unen a Prince y Victor Stone, también conocidos como "Cyborg", ya que reciben información del comisionado de la policía de Gotham, James Gordon. El equipo se dirige a una instalación submarina entre Metropolis y Gotham para rescatar al padre de Stone, Silas, y a otros empleados de S.T.A.R. Labs, a quien Steppenwolf y sus fuerzas habían secuestrado en un intento de localizar la última Caja Madre, era uno de los tres dispositivos que buscaban remodelar el mundo. Después de que el grupo rescata a los empleados y se apodera de la Caja Madre para analizarla después de una escaramuza, Wayne decide usar el dispositivo para resucitar a Superman después de escuchar de Stone que Silas lo había usado para revivirlo después de un horrible accidente. Diana y Curry dudan sobre esta idea, pero Wayne forma un plan de contingencia secreto en caso de que Superman regrese de forma hostil.
Después de exhumar el cuerpo de Kent, el equipo revive con éxito a Superman usando la Caja Madre y el líquido amniótico en la nave exploradora kryptoniana que se usó para crear a Doomsday. Sin embargo, Superman ha perdido la memoria y ataca al grupo después de que Stone le lanza accidentalmente un proyectil. Superman recuerda la agresión de Batman hacia él, agarrando a Batman del suelo y casi matándolo, pero Batman promulga su plan de contingencia: Lois Lane. Superman se calma y se va con Lane a la casa de su familia en Smallville, donde reflexiona y sus recuerdos regresan lentamente. En medio de la confusión, la Caja Madre se deja sin vigilancia, lo que permite a Steppenwolf recuperarla con facilidad.
Sin Superman, los cinco héroes viajan a una aldea en Rusia, donde Steppenwolf tiene como objetivo unir las Cajas Madre una vez más para rehacer la Tierra. Batman arriesga su propia vida para distraer a Steppenwolf mientras los otros miembros separan las Cajas Madre, aunque el plan no tiene éxito. Superman, habiendo recuperado sus recuerdos, llega y ayuda a Allen a evacuar la ciudad, así como a Stone, a separar las Cajas Madre. El equipo derrota a Steppenwolf, quien, abrumado por el miedo, es atacado por sus propios Parademons antes de que todos se teletransporten.
Después de la batalla, Wayne y Prince acuerdan establecer una base de operaciones para el equipo, con espacio para más miembros, y Bruce comienza a reconstruir la destruida Wayne Manor para este propósito. Wayne luego hace las paces con Kent, comprando el banco que intenta ejecutar la granja de Martha Kent en Smallville y ofreciendo a Superman el manto de liderazgo de la recién creada Liga de la Justicia.

#### Corte del director
Wayne no puede hacer volar el avión hasta que Stone descubre y corrige un error de software en su firmware. Durante la batalla final en Rusia, Batman utiliza su armamento y vehículos para atravesar la fortificación que Steppenwolf construye alrededor de las Cajas Madre y se une al resto del equipo para abrirse camino hacia las cajas y enfrentarse a Steppenwolf. También mata a un parademon que le había disparado a Allen, dándole tiempo a Allen para curar y deshacer la Unidad de las cajas al ingresar a la Speed Force y, por lo tanto, jugar indirectamente un papel importante en la derrota de Steppenwolf.
Algún tiempo después, Wayne tiene otro sueño. Después de despertar, se encuentra con el Detective Marciano, quien le agradece por formar la Liga de la Justicia y promete estar en contacto para planificar el inevitable regreso de Darkseid.

### Realidad Knightmare
Wayne experimenta su primer sueño "Knightmare" en 2015, la realidad muestra a un malvado Superman encabezando un régimen para apoderarse del mundo. Bruce es traicionado por algunos de sus aliados insurgentes y lucha solo contra los soldados de Superman en una guerra antes de ser capturado y asesinado por el kryptoniano por arrebatársela a ella.
En 2017, Wayne, después de haber detenido a Steppenwolf, tiene otro "Knightmare" en el mundo gobernado por Darkseid, uniendo fuerzas con Stone, Allen, Mera, Deathstroke y Joker, antes de enfrentarse a un Superman con el cerebro lavado.

## Otras apariciones

### Batman V Superman: Dawn of Justice comic precuelas
Batman aparece en algunos cómics que sirven como precuela de Batman v Superman: Dawn of Justice, pero siguen los eventos de Man of Steel. En los cómics, él lucha y derrota a Firefly y sus secuaces, se encuentra con Superman mientras defiende a los estudiantes de secundaria de los criminales armados con armas de fuego kryptonianas, y le expresa a su mayordomo Alfred su preocupación de que Superman se vuelva contra la humanidad, mientras que Alfred sugiere que Bruce puede tener algunos celos profesionales hacia Superman.

### Publicidad
Ben Affleck apareció en el personaje de Bruce Wayne en una campaña publicitaria de Turkish Airlines transmitida durante el Super Bowl 50, en la que promueve volar a Gotham City en un vínculo con Batman v Superman: Dawn of Justice. Una contraparte con el Lex Luthor de Jesse Eisenberg promocionando Metropolis también fue transmitida durante el juego.

## Películas canceladas
- The Flash (de Rick Famuyiwa)
- The Batman (de Ben Affleck)
- Harley Quinn vs. The Joker (de Glenn Ficarra & John Requa)
- Gotham City Sirens (de David Ayer)
- Suicide Squad 2 (de Gavin O'Connor)
- Deadshot
- The Joker (de Jared Leto)
- Batgirl
- Deathstroke (de Gareth Evans)
- Wonder Woman 2
- Justice League Part II & III (de Zack Snyder)

## Recepción
Tras el lanzamiento de Batman v Superman: Dawn of Justice, Affleck recibió elogios considerables por su actuación, a pesar de la recepción mixta general de la película en sí y la reacción negativa inicial a su casting. Conner Schwerdtfeger de CinemaBlend señala específicamente que la interpretación de Affleck es fiel a los cómics, mostrando lo mejor de las habilidades intelectuales y físicas de Batman mientras equilibra a Bruce Wayne y Batman y "parece el papel", mientras que Michael Keaton se centró demasiado en Batman y Christian Bale en Bruce Wayne. Sin embargo, tanto Affleck como Zack Snyder fueron criticados por la decisión de que Batman matara gente, una desviación de otras interpretaciones del personaje.
Por el contrario, la actuación de Affleck en el estreno teatral de La Liga de la Justicia generó opiniones encontradas de los críticos; Todd McCarthy de The Hollywood Reporter escribió que Affleck "parece que preferiría estar en casi cualquier otro lugar menos aquí". Ben Sherlock de ScreenRant también notó que la caracterización de Batman en la última película era inconsistente con la forma en que fue retratado en Batman v Superman, que se atribuyó al repentino traspaso de las funciones de dirección de Snyder a Joss Whedon. La actuación de Affleck en el montaje del director de la película fue mucho más recibida, ya que Tom Jorgensen de IGN escribe que las motivaciones de Batman y el desarrollo del personaje son más completos. También agrega: "Escuchar a Batman decir f *** es genial". Rick Stevenson de Screen Rant escribió "¿Es perfecto todo el personaje de Batman en La Liga de la Justicia de Zack Snyder? No, todavía tiene algunos momentos torpes, su confrontación Knightmare con el Joker de Jared Leto se siente forzada y fuera de lugar, y su historia no es terriblemente original. Pero funciona y, en general, funciona bien. La Liga de la Justicia de Zack Snyder ofrece la mejor versión de Batman de Ben Affleck, y es una de las muchas razones por las que el nuevo corte es superior a la película teatral original".
Después de que Affleck inicialmente se alejó del papel y luego del anuncio del lanzamiento de "Snyder Cut" en HBO Max, un evento de moda en las redes sociales titulado #ThanksBatfleck surgió el 24 de julio de 2020, y los fanáticos expresaron su gratitud a Affleck por sus contribuciones a la papel de Batman y simpatía por sus motivos de partida. Su casting en The Flash para repetir su papel una vez más fue bien recibido. Sin embargo, poco después del lanzamiento de La Liga de la Justicia de Zack Snyder, se inició una campaña #MakeTheBatfleckMovie en todas las redes sociales buscando que Ben Affleck repitiera su papel en una película independiente de Batman.